# 1573 год
1573 (ты́сяча пятьсо́т се́мьдесят тре́тий) год  по юлианскому календарю — невисокосный год, начинающийся в четверг. Это 1573 год нашей эры, 3‑й год 8‑го десятилетия XVI века 2‑го тысячелетия, 4‑й год 1570‑х годов. Он закончился 452 года назад.
| Пн | Вт | Ср | Чт | Пт | Сб | Вс |
|    |    |    | 1  | 2  | 3  | 4  |
| 5  | 6  | 7  | 8  | 9  | 10 | 11 |
| 12 | 13 | 14 | 15 | 16 | 17 | 18 |
| 19 | 20 | 21 | 22 | 23 | 24 | 25 |
| 26 | 27 | 28 | 29 | 30 | 31 |    |

| Пн | Вт | Ср | Чт | Пт | Сб | Вс |
|    |    |    |    |    |    | 1  |
| 2  | 3  | 4  | 5  | 6  | 7  | 8  |
| 9  | 10 | 11 | 12 | 13 | 14 | 15 |
| 16 | 17 | 18 | 19 | 20 | 21 | 22 |
| 23 | 24 | 25 | 26 | 27 | 28 |    |

| Пн | Вт | Ср | Чт | Пт | Сб | Вс |
|    |    |    |    |    |    | 1  |
| 2  | 3  | 4  | 5  | 6  | 7  | 8  |
| 9  | 10 | 11 | 12 | 13 | 14 | 15 |
| 16 | 17 | 18 | 19 | 20 | 21 | 22 |
| 23 | 24 | 25 | 26 | 27 | 28 | 29 |
| 30 | 31 |    |    |    |    |    |

| Пн | Вт | Ср | Чт | Пт | Сб | Вс |
|    |    | 1  | 2  | 3  | 4  | 5  |
| 6  | 7  | 8  | 9  | 10 | 11 | 12 |
| 13 | 14 | 15 | 16 | 17 | 18 | 19 |
| 20 | 21 | 22 | 23 | 24 | 25 | 26 |
| 27 | 28 | 29 | 30 |    |    |    |

| Пн | Вт | Ср | Чт | Пт | Сб | Вс |
|    |    |    |    | 1  | 2  | 3  |
| 4  | 5  | 6  | 7  | 8  | 9  | 10 |
| 11 | 12 | 13 | 14 | 15 | 16 | 17 |
| 18 | 19 | 20 | 21 | 22 | 23 | 24 |
| 25 | 26 | 27 | 28 | 29 | 30 | 31 |

| Пн | Вт | Ср | Чт | Пт | Сб | Вс |
| 1  | 2  | 3  | 4  | 5  | 6  | 7  |
| 8  | 9  | 10 | 11 | 12 | 13 | 14 |
| 15 | 16 | 17 | 18 | 19 | 20 | 21 |
| 22 | 23 | 24 | 25 | 26 | 27 | 28 |
| 29 | 30 |    |    |    |    |    |

| Пн | Вт | Ср | Чт | Пт | Сб | Вс |
|    |    | 1  | 2  | 3  | 4  | 5  |
| 6  | 7  | 8  | 9  | 10 | 11 | 12 |
| 13 | 14 | 15 | 16 | 17 | 18 | 19 |
| 20 | 21 | 22 | 23 | 24 | 25 | 26 |
| 27 | 28 | 29 | 30 | 31 |    |    |

| Пн | Вт | Ср | Чт | Пт | Сб | Вс |
|    |    |    |    |    | 1  | 2  |
| 3  | 4  | 5  | 6  | 7  | 8  | 9  |
| 10 | 11 | 12 | 13 | 14 | 15 | 16 |
| 17 | 18 | 19 | 20 | 21 | 22 | 23 |
| 24 | 25 | 26 | 27 | 28 | 29 | 30 |
| 31 |    |    |    |    |    |    |

| Пн | Вт | Ср | Чт | Пт | Сб | Вс |
|    | 1  | 2  | 3  | 4  | 5  | 6  |
| 7  | 8  | 9  | 10 | 11 | 12 | 13 |
| 14 | 15 | 16 | 17 | 18 | 19 | 20 |
| 21 | 22 | 23 | 24 | 25 | 26 | 27 |
| 28 | 29 | 30 |    |    |    |    |

| Пн | Вт | Ср | Чт | Пт | Сб | Вс |
|    |    |    | 1  | 2  | 3  | 4  |
| 5  | 6  | 7  | 8  | 9  | 10 | 11 |
| 12 | 13 | 14 | 15 | 16 | 17 | 18 |
| 19 | 20 | 21 | 22 | 23 | 24 | 25 |
| 26 | 27 | 28 | 29 | 30 | 31 |    |

| Пн | Вт | Ср | Чт | Пт | Сб | Вс |
|    |    |    |    |    |    | 1  |
| 2  | 3  | 4  | 5  | 6  | 7  | 8  |
| 9  | 10 | 11 | 12 | 13 | 14 | 15 |
| 16 | 17 | 18 | 19 | 20 | 21 | 22 |
| 23 | 24 | 25 | 26 | 27 | 28 | 29 |
| 30 |    |    |    |    |    |    |

| Пн | Вт | Ср | Чт | Пт | Сб | Вс |
|    | 1  | 2  | 3  | 4  | 5  | 6  |
| 7  | 8  | 9  | 10 | 11 | 12 | 13 |
| 14 | 15 | 16 | 17 | 18 | 19 | 20 |
| 21 | 22 | 23 | 24 | 25 | 26 | 27 |
| 28 | 29 | 30 | 31 |    |    |    |

## События
- 1493—1593 — Столетняя хорватско-османская война. Серия вооружённых конфликтов между Королевством Хорватия и Османской империей[1].
- 1507—1622 — Португало-персидская война. Ряд вооружённых конфликтов между колониалистской Португалией и вассальным Ормузом, с одной стороны, и Сефевидской империей, поддерживаемой англичанами, с другой[2].
- 1511—1641 — Малайско-португальская война. Вооружённый конфликт XVI-XVII веков, в котором Малаккский султанат при поддержке империи Мин, Голландской Ост-Индской компании (с 1607) и Джохора безуспешно сопротивлялся Португальской империи, стремившейся захватить Малакку и установить контроль над торговлей между Индией и Китае[3].
- 1566—1609 — первый этап Нидерландской буржуазной революции (Восьмидесятилетняя война). Религиозно-идеологическая, политическая и социально-экономическая борьба Семнадцати провинций за независимость от испанского владычества[4]. 
  - 11 декабря 1572—13 июля 1573 — осада Харлема[5].
  - 26 мая — морское сражение у Харлеммермера[6].
  - 11 октября — морская битва в заливе Зёйдерзе[6].
  - Октябрь 1573—3 октября 1574 — осада Лейдена[7].
- 1570—1573 — закончилась Кипрская война[8].
- 1572—1573 — закончилась Четвёртая гугенотская война[9].
  - 9 ноября 1572—25 августа 1573 — осада Сансера[10].
  - Ноябрь 1572—июль 1573 — осада Ла-Рошели[11].
- 1572—1573 — закончилось Завоевание Акбаром Гуджарата[12].
- Конец января — крестьяне объявили Губеца «крестьянским королём».
  - 9 февраля — главный отряд крестьян разбит. Губец попал в плен и казнён.
- Июль — капитуляция Хаарлема. Зверства испанцев в городе.
- Декабрь — Альба смещён, его сменил Рекезенс. Он перестал взимать алькабалу и объявил ограниченную амнистию.
- Семимесячная осада испанцами Хаарлема (Нидерланды) во время 80-летней войны с Испанией.
- Мир Турции и Венеции. Венецианцы обязались уплатить большую контрибуцию.
- Крестьянское восстание в Хорватии и Словении[13].
- Присоединение к империи Моголов Гуджарата.
- Мальдивцы подняли восстание и изгнали португальцев.
- Ода Нобунага сверг последнего сёгуна из дома Асикага и разгромил несколько буддийских монастырей близ Киото.

## Речь Посполитая
- Март — бежавший русский князь Андрей Михайлович Курбский избран депутатом выборного сейма от Волыни[14].
- Весна — посольство Речи Посполитой во Францию для приглашения Генриха Валуа (будущий французский король Генрих III) на польско-литовский престол[15].
- Май 1573—1574 — Король Польши Генрих Валуа[14].
- Генрих принял «конституцию» Польши («Генриковы артикулы»).
- Шляхта в Польше во главе с Яном Замойским добилась права участия в выборах короля.

## Русское государство
Царствование: 1533—1584 — Иван IV Васильевич Грозный
- 1558—1583 — Ливонская война[16].
  - 1 января — взятие крепости Вейсенштейн (ныне Пайде) русскими войсками в ходе Ливонской войны[17].
  - 23 января — бой близ замка Лоде[16].
- 1571—1574 — Вторая черемисская война[18].
- 1573—1582 — началась Война Строгановых. Конфликт между Сибирским ханством и землями Строгановых в Русском царстве за Пермские земли[19].
- 12 апреля — Иван Грозный выдаёт за датского герцога и "ливонского короля" Магнуса свою другую племянницу Марию Владимировну, дочь Владимира Старицкого (Евдокия, её сестра, было помолвлена с герцогом, но умирает накануне своей свадьбы в 1570 году)[20].
- Апрель — Иван Грозный возвращает брату Марии Владимировны — Василью последний удел их отца город Дмитров[20].
- Май — царь подвергает опале и казнит: воевод Никиту Романовича Одоевского и Михаила Яковлевича Морозова (казнён вместе с женой и двумя сыновьями)[20].
- Лето — Воротынский Михаил Иванович вновь арестован (первый раз в 1562 году) по доносу своих холопов об умысле на жизнь царя (позднее царь обвинил его в предательских связях с крымским ханом). В проходившем следствии с применением пыток огнём участвовал и сам Иван Грозный, Сослан на Болоозеро, но по дороге в ссылку умер (конец 1573/начало 1574 близ Кашина)[21].
- 13 июня — Щелкалов Василий Яковлевич с братом принимает посла Магнуса перед его приёмом у Государя[22].
- Ок. 1573 — в Московском кремле принимают литовского посла Гарабурду, приехавшего для переговоров относительно условий на каких Иван Грозный согласился бы принять польско-литовскую корону[22].
- Брат хана Кучума — Маметкул, ходил войной на Пермскую землю. С этого времени Кучум занял враждебную позицию по отношению к Русскому государству[23][24].
- Русское посольство Третьяка Чебукова к казахскому хану Хакк-Назару для переговоров о совместной борьбе против Кучума. Цели не достигнуто[23][25].
- К Ивану Грозному приезжает посол Паулус Магнус с посланием от императора Священной Римской империи Максимилиана II[26].
- Не позднее лета, в Москве крещён Симеон Бекбулатович. Вероятно, в этом году женился на княжне Анастасии Ивановне Мстиславской (с 1606 года монахиня Вознесенского монастыря Московского Кремля)[27].
- Пожалование Думным дворянином: Безнин Михаил Андреевич[28].
- Пожалованы окольничеством: Воронцов Василий Фёдорович, Годунов Дмитрий Иванович, Колычев Василий Григорьевич, Татев Пётр Степанович, Токмаков Юрий Иванович, Тулупов Борис Данилович[28].
- На службу Государю выехал родоначальник дворянского рода: Мещериновы[29].
- Местничество: 
  - Шереметев и Никита Романович[30].
  - Шереметев и Шеин[30].
  - Никита Романович на Морозова[30].
  - Татев на Морозова, Романова и Шереметева[30]
  - Елецкий Д. и Карпов Михаил (оба полковые головы)[30].
  - Примечание: по всем, царь велел быть без мест, а когда служба пройдёт, тогда будет дан и счёт[30].

- Основан Николо-Чернеевский мужской монастырь Скопинской епархии Русской православной церкви иеромонахом Матфеем (донской казак Матвей)[31].

### Руководители приказов
| Года      | Приказ            | Ф,И,О главы                | Примечания |
| --------- | ----------------- | -------------------------- | ---------- |
| 1570-1575 | Разрядный приказ  | Щелкалов Василий Яковлевич |            |
| 1570-1594 | Посольский приказ | Щелкалов Андрей Яковлевич  |            |
| 1570-1588 | Казанского дворца | Щелкалов Андрей Яковлевич  |            |

## Начало правления
См.также: Список глав государств в 1573 году
- Май 1573—1574 — король Польши Генрих Валуа[14].
- 1573—1620 — Император Китая Ваньли.
- 1573—1582 — правление сёгуна Ода Нобунага в Японии.

## Наука и искусство
- 7 марта — Иван Фёдоров открыл во Львове свою первую типографию.

## Родились
См. также: Категория:Родившиеся в 1573 году
- 17 апреля — Максимилиан I, курфюрст Баварии.
- Анна Австрийская — королева Польши и Швеции, первая супруга Сигизмунда III, мать Владислава IV.
- Босхарт, Амброзиус — фламандский художник.
- Джонс, Иниго — английский архитектор, дизайнер и художник.
- Кристина Шлезвиг-Гольштейн-Готторпская — принцесса Шлезвиг-Гольштейн-Готторпская, вторая супруга короля Швеции Карла IX, королева Швеции в 1604—1611 годах.
- Лауд, Уильям — архиепископ кентерберийский с 1633 по 1645 год, советник английского короля Карла I, участник политических событий, предшествующих английской революции XVII века.
- Марий, Симон — немецкий астроном.
- Габриэль д’Эстре — герцогиня де Бофор и де Вернейль, маркиза де Монсо — дочь начальника артиллерии Антуана д’Эстре, одна из фавориток короля Генриха IV Великого.

## Скончались

Изображение Такэда Сингэна.

См. также: Категория:Умершие в 1573 году
- 1 января — Малюта Скуратов, русский государственный, военный и политический деятель, один из руководителей опричнины[33], думный дворянин (с 1570), любимый опричник и сподручник Ивана Грозного[34].
- 13 марта — Мишель де л’Опиталь, канцлер Франции
- Джакомо да Виньола — итальянский архитектор-маньерист
- Жодель, Этьен — французский поэт и драматург, член объединения Плеяда.
- Каттанео, Данезе — итальянский поэт и ваятель
- Лаурентиус Петри — шведский реформатор и первый (с 1531) евангелическо-лютеранский архиепископ в Швеции. Брат шведского реформатора Олауса Петри.
- Такэда Сингэн — даймё и полководец Японии периода Сэнгоку.
- Хуана Австрийская — испанская инфанта, дочь императора Карла V.
- Де Урреа, Херонимо Хименес — испанский полководец, государственный деятель, дидактический поэт и писатель.
- Альфонсо делла Виола — итальянский музыкант, композитор.
- Шуйский Иван Андреевич — боярин, отец будущего царя Василия IV Ивановича Шуйского[35].